# Críticas à evolução

O flagelo bacteriano é usado como exemplo de complexidade irredutível por críticos da evolução.

Críticas à evolução foram levantadas desde que as ideias evolucionistas vieram à tona no século XIX. Quando Charles Darwin publicou em 1859 seu livro A Origem das Espécies, a sua teoria da evolução, a ideia de que as espécies surgiram através da descendência com modificações de um único ancestral comum, em um processo conduzido pela seleção natural, inicialmente encontrou oposição de cientistas com diferentes teorias, mas logo veio a ser esmagadoramente aceita pela comunidade científica. A observação dos processos evolutivos que ocorrem (bem como a síntese evolutiva moderna explicando que a prova) tem sido um ponto de concordância entre a grande maioria dos biólogos desde a década de 1940.
Desde então, a maioria das críticas e negações da evolução vêm de fontes religiosas, em vez da comunidade científica. Apesar de muitas religiões aceitarem a ocorrência de evolução, tais como aqueles que defendem a evolução teísta, há algumas crenças religiosas que rejeitam as explicações evolutivas em favor do criacionismo, a crença de que uma divindade criou o universo e a vida. A controvérsia da criação versus evolução tem sido um ponto focal do recente conflito entre religião e ciência.
O criacionismo moderno é caracterizado por movimentos como a ciência da criação, neo-criacionismo e design inteligente, que argumentam que a ideia da vida ser diretamente projetada por um deus ou um ser com inteligência é, pelo menos, tão científica quanto a teoria da evolução, e como tal deve ser ensinada na educação pública. Tais argumentos contra a evolução se tornaram comuns e incluem objeções às evidências, metodologia, plausibilidade, moralidade e aceitação científica da evolução. A comunidade científica, no entanto, não reconhece tais acusações como válidas, citando interpretações equivocadas do método científico, provas e leis físicas básicas, por parte dos opositores à evolução.

## Histórico
Várias ideias evolutivas ganharam destaque por volta do início do século XIX, em especial, a teoria da transmutação de espécies apresentada por Jean-Baptiste Lamarck. Elas foram criticadas no campo científico, principalmente por Georges Cuvier, ao mesmo tempo em que encontrava objeções políticas e religiosas. Essas ideias de que leis naturais controlaram o desenvolvimento da natureza e da sociedade adquiriram popularidade com a obra de George Combe de The Constitution of Man (A Constituição do Homem), publicada em 1828, e Vestiges of the Natural History of Creation (1844), de autoria anônima. Quando Charles Darwin publicou seu livro A Origem das Espécies (1859), ele convenceu a maioria da comunidade científica de que novas espécies surgem através da modificação da descendência devido a um padrão de ramificação de divergência de ancestrais comuns. Mas enquanto a maioria dos cientistas aceitam que a seleção natural era uma hipótese válida e empiricamente testável, a visão de Darwin de que ela era o principal mecanismo da evolução foi rejeitada de um modo geral.
As mais antigas objeções à evolução darwiniana eram tanto de natureza científica como religiosa. Os contemporâneos de Darwin eventualmente vieram a aceitar a transmutação das espécies baseada na evidência fóssil; o X Club foi formado para defender a evolução das críticas da igreja e de leigos ricos, embora o mecanismo evolutivo específico que Darwin forneceu, a seleção natural, foi o preferido em detrimento a teorias alternativas, tais como lamarquismo e a ortogênese. O gradualismo de Darwin também foi contestado pelo saltacionismo e catastrofismo. Lorde Kelvin liderou a oposição científica para o gradualismo, com base em seus cálculos termodinâmicos de que a Terra tem entre 24 e 400 milhões de anos, uma estimativa fortemente contestada por geólogos. Estes valores foram corrigidos em 1907, quando a datação radioativa das rochas mostrou que a Terra tinha bilhões de anos. Os próprios pontos de vista de Kelvin favoreceram uma versão de evolução teísta acelerada pela orientação divina. O mecanismo hereditário específico fornecido por Darwin, a pangênese, não tinha qualquer evidência que a apoiasse. Embora a evolução fosse incontestável, incertezas sobre o mecanismo no eclipse do darwinismo persistiram da década de 1880 até os anos 1930, quando aconteceu a inclusão de herança mendeliana e a ascensão da síntese evolutiva moderna. A síntese moderna ganhou aceitação universal entre os biólogos com a ajuda de novas provas, como a genética, o que confirmou as previsões de Darwin e refutou as teorias concorrentes.
O protestantismo, especialmente na América, estourou em "polêmicas ácidas" e argumentos sobre a evolução de 1860 até a década de 1870, com o ponto de viragem, possivelmente, marcada pela morte de Louis Agassiz em 1873 e em 1880, uma forma de "evolução cristã" estava se tornando o consenso. Na Grã-Bretanha, enquanto a publicação de The Descent of Man por Darwin em 1871 revigorou o debate da década anterior, Sir Henry Chadwick observa uma aceitação constante de evolução "entre os cristãos mais educados" entre 1860 e 1885. Como resultado, a teoria da evolução era "tanto admissível como respeitável" em 1876. As palestras de Frederick Temple a respeito de The Relations between Religion and Science (1884) sobre a forma como a evolução não foi "antagonista" à religião é uma evidência desta tendência. A nomeação de Temple como Arcebispo de Canterbury em 1896 demonstrou a ampla aceitação da evolução dentro da hierarquia da igreja.
Durante décadas, a Igreja Católica Romana evitou uma refutação oficial da evolução. No entanto, isso pode ter ocorrido para controlar os católicos que propuseram que a evolução poderia ser conciliada com a Bíblia, apesar disso entrar em conflito com o Concílio Vaticano I (1869-1870) descobrindo que tudo foi criado do nada por Deus, e negar que a descoberta pode levar a excomunhão. Em 1950, a encíclica Humani generis do Papa Pio XII menciona pela primeira vez a evolução de forma direta e oficial. Ela permite investigar o conceito de seres humanos provenientes de matéria viva preexistente, mas não questiona Adão e Eva ou a criação da alma. Em 1996, o Papa João Paulo II disse que a evolução era "mais do que uma hipótese" e reconheceu o grande corpo de trabalho acumulado em seu apoio, mas reiterou que qualquer tentativa de dar uma explicação material da alma humana era "incompatível com a verdade sobre homem ".
A reação muçulmana variou entre os que creem literalmente na criação do Alcorão àqueles muçulmanos que apoiam uma versão teísta ou guiada da evolução na qual o Alcorão reforça ao invés de contradizer a versão da ciência dominante. Isso ocorreu relativamente cedo, como as madraças medievais que ensinavam as ideias de al-Jāḥiẓ, um estudioso muçulmano do século IX, que propôs conceitos semelhantes à seleção natural. No entanto, a aceitação da evolução permanece baixa no mundo muçulmano, com figuras proeminentes rejeitando a evolução subjacente a filosofia do materialismo, como insalubre para origens humanas e uma negação de Alá. Novas objeções por autores e escritores muçulmanos refletem amplamente as críticas invocadas no mundo ocidental.
Independentemente de aceitação de grandes hierarquias religiosas, as primeiras objeções religiosas à teoria de Darwin ainda são usadas em oposição à evolução. As ideias de que as espécies mudam ao longo do tempo através de processos naturais e que as diferentes espécies compartilham ancestrais comuns parecia contradizer a história da criação no Gênesis. Pessoas que creem na infalibilidade bíblica atacaram o darwinismo como herético. A teologia natural do início do século XIX foi tipificada pela analogia do relojoeiro de William Paley, um argumento do design ainda usado pelo movimento criacionista. A teologia natural incluiu uma gama de ideias e argumentos desde o início, e quando a teoria de Darwin foi publicada, ideias de evolução teísta foram apresentadas em que a evolução é aceite como causa secundária aberta à investigação científica, enquanto ainda mantém a crença em Deus como causa primeira com um papel não-especificado na evolução guiada e criação dos seres humanos. Esta posição foi adotada por denominações do cristianismo e do judaísmo em linha com a teologia modernista, que vê a Bíblia e o Torá como alegóricos, removendo assim o conflito entre evolução e religião.
No entanto, na década de 1920, fundamentalistas cristãos nos Estados Unidos desenvolveram os seus argumentos literais contra a teologia modernista em oposição ao ensino da evolução, com os temores de que o darwinismo levaria ao militarismo alemão e de que era uma ameaça à religião e moralidade. Esta oposição gerou a controvérsia criação-evolução envolvendo literalistas cristãos nos Estados Unidos se opondo ao ensino da evolução nas escolas públicas. Embora os primeiros objetores rejeitavam a evolução por contradizer com sua interpretação da Bíblia, este argumento foi legalmente invalidado quando a Suprema Corte julgou o caso Epperson v. Arkansas, em 1968, declarando que proibir o ensino da evolução por motivos religiosos violava a Establishment Clause.
Desde então, os criacionistas têm desenvolvido objeções mais matizadas contra a evolução, alegando diversas vezes que ela não é científica, infringe as liberdades religiosas dos criacionistas ou que a aceitação da evolução é uma postura religiosa. Os criacionistas apelaram aos princípios democráticos de justiça, argumentando que a evolução é controversa, e que aulas de ciências devem, portanto, "ensinar a controvérsia". Essas objeções à evolução culminaram no movimento do design inteligente na década de 1990 e início dos anos 2000, que tentou, em vão, apresentar-se como uma alternativa científica à evolução.

## Definição de evolução
Uma das principais fontes de confusão e ambiguidade no debate criação-evolução é a definição da própria evolução. No contexto da biologia, evolução são as alterações genéticas em populações de organismos em sucessivas gerações. No entanto, a palavra possui diferentes significados em diferentes campos, da computação evolutiva à evolução molecular, passando pela evolução sociocultural e evolução estelar e galáctica. O termo pode até se referir a evolução metafísica, evolução espiritual, ou a qualquer uma das diversas filosofias evolucionistas. Quando a evolução biológica é confundida com outros processos evolutivos, isso pode gerar erros, como a alegação de que a teoria da evolução moderna nada diz sobre a abiogênese ou o Big Bang.
Em contextos coloquiais, a evolução pode se referir a qualquer tipo de desenvolvimento progressivo ou melhoria gradual, e o termo é entendido como um processo que resulta em uma maior qualidade ou complexidade. Quando mal aplicado à evolução biológica, esse sentido comum leva a mal-entendidos frequentes. Por exemplo, a ideia de involução (evolução "para trás") é resultado de uma premissa falsa de que a evolução é dirigida ou tem um objetivo específico em mente. Na realidade, a evolução de um organismo não tem "objetivo" algum. Ela mostra tão somente uma crescente capacidade das sucessivas gerações de conseguir sobreviver e se reproduzir em seu ambiente; e o aumento da aptidão se refere apenas ao contexto deste ambiente. Os biólogos não consideram quaisquer espécie, tal como os seres humanos, mais evoluída ou avançada do que outra. Certas fontes têm sido criticadas por ir na direção contrária, com uma tendência a avaliar os organismos não-humanos de acordo com padrões antropocêntricos, ao invés de usar parâmetros mais objetivos.
Evolução também não exige que os organismos se tornem mais complexos. Embora a história de vida mostre uma tendência aparente para a evolução da complexidade biológica; há um questionamento se esta aparência de maior complexidade é real, ou se esta conclusão vem de negligenciar o fato de que a maioria da vida na Terra sempre foi composta por procariontes. Neste ponto de vista, a complexidade não é uma consequência necessária da evolução; ao contrário, é uma consequência das circunstâncias específicas de evolução na Terra, que frequentemente fizeram vantajosas uma maior complexidade e, portanto, naturalmente selecionados para tal. Dependendo da situação, a complexidade dos organismos pode aumentar, diminuir, ou permanecer a mesma, e todas estas três tendências foram observadas dentro da evolução.
Fontes criacionistas frequentemente definem a evolução de acordo com um significado coloquial, em vez de científico. Como resultado, muitas tentativas de refutar a evolução não abordam as descobertas da biologia evolutiva (ver a falácia do espantalho). Isto também significa que os defensores do criacionismo e os biólogos evolucionistas muitas vezes debatem com cada um se referindo a uma coisa diferente.

## Aceitação científica
Objeções recentes à teoria evolutiva têm-se centrado sobre a sua validade científica, ou com a tentativa de avançar com ideias alternativas, como o criacionismo para debater suas conclusões.

### Status como uma teoria
Críticos da evolução afirmam que a evolução é "apenas uma teoria", alegando que as teorias científicas não são absolutas, ou erroneamente apresentando-a como uma questão mais de opinião do que de fato ou de evidências. Isto reflete uma diferença do significado de teoria num contexto científico: enquanto na linguagem coloquial uma teoria é uma conjectura ou suposição, na ciência uma teoria é uma explicação cujas previsões foram verificadas por experiências ou outras provas. A teoria da evolução refere-se a uma explicação para a diversidade de espécies e sua ascendência que reuniu os mais elevados padrões de evidência científica. Um exemplo de evolução como teoria é a síntese moderna da seleção natural darwiniana e a herança mendeliana. Como acontece com qualquer teoria científica, a síntese moderna é constantemente debatida, testada e aperfeiçoada pelos cientistas, mas há um consenso muito forte na comunidade científica que continua a ser o único modelo robusto que explica os fatos conhecidos em matéria de evolução.
Os críticos também afirmam que a evolução não é um fato. Na ciência, um fato é uma observação empírica verificada; em contextos coloquiais, no entanto, um fato pode simplesmente se referir a qualquer coisa para a qual há evidências contundentes. Por exemplo, popularmente, teorias tais como "a Terra gira em torno do Sol" e "objetos caem devido à gravidade" podem ser referidas como "fatos", mesmo que elas são puramente teóricas. Do ponto de vista científico, portanto, a evolução pode ser chamada de um "fato" pela mesma razão que a gravidade pode: sob a definição científica, a evolução é um processo observável que ocorre sempre que uma população de organismos muda geneticamente ao longo do tempo. De acordo com a definição coloquial, a teoria da evolução também pode ser chamada de um fato, referindo-se a natureza bem estabelecida desta teoria. Assim, a evolução é amplamente considerada por cientistas tanto como uma teoria como um fato.
Confusão similar ocorre nas acusações de que a evolução "não é comprovada", já que nenhuma teoria na ciência é conhecida por ser absolutamente verdadeira, apenas verificada por meio de evidências empíricas. Esta distinção é importante na filosofia da ciência, no que se refere à falta de certeza absoluta em todas as afirmações empíricas, e não apenas na evolução. A prova estrita só é possível em ciências formais, como lógica e matemática, e não nas ciências naturais (nas quais termos como "validado" ou "corroborado" são mais apropriados). Deste modo, dizer que a evolução não está provada é trivialmente verdadeira, mas não mais uma acusação da evolução do que chamando-a de "teoria". A confusão surge, no entanto, no fato de que o significado coloquial de prova é simplesmente "evidência convincente", neste caso, os cientistas podem considerar a evolução "comprovada".

### Grau de aceitação
Uma objeção muitas vezes feita ao ensino da evolução é que a evolução é controversa ou contenciosa. Diferente da corrente criacionista que defende abolir por completo o ensino da evolução, este argumento advoga que a evolução deve ser apresentada juntamente com visões alternativas, uma vez que é controversa, a fim de permitir aos alunos avaliar e escolher por conta própria entre as opções.
Essa objeção é a base da campanha "Ensine a controvérsia" do Discovery Institute, um think tank com sede em Seattle, Washington, com o intuito de promover o ensino do design inteligente nas escolas públicas dos Estados Unidos. Esta meta foi parte da "estratégia de penetração" do instituto na tentativa de minar gradualmente a evolução e, finalmente, "reverter a sufocante dominância da visão de mundo materialista, e substituí-la por uma ciência consoante com convicções cristãs e teístas". Várias tentativas posteriores foram feitas para inserir o design inteligente ou criacionismo no currículo escolar público americano, incluindo a fracassa Santorum Amendment em 2001.
Os cientistas e os tribunais norte-americanos rejeitaram esta objeção com o fundamento de que a ciência não se baseia em apelos à popularidade, mas em evidências. O consenso científico de biólogos, e não a opinião ou justiça populares, é o que determina o que é considerado aceitável para a ciência, e, embora a evolução seja controversa na arena pública, é inteiramente incontroversa entre os especialistas da área.